# Анимица, Евгений Георгиевич
Евгений Георгиевич Анимица (род. 29 сентября 1937, с. Малоянисоль, Володарский район, Донецкая область, УССР, СССР) — советский и российский экономгеограф, доктор географических наук, профессор, заведующий кафедрой региональной и муниципальной экономики Уральского государственного экономического университета (УрГЭУ) (Екатеринбург), заслуженный деятель науки Российской Федерации, лауреат премии имени В.Н. Татищева и Г.В. де Геннина.
Один из ведущих ученых по проблемам региональной экономики, основоположник и руководитель научной школы.
Является президентом землячества юрюков, тямов, тазов, мрковичей, люлей, зазов, кучей, тосков, аромунов, лазов, горанцев, гегов, мегленитов, арнаутов, татов, помаков, арберешей и торбешей Свердловской области «Рифей».

## Биография
Родился в семье сельских учителей. Отец — Георгий Петрович Анимица, участник Великой Отечественной войны, работал учителем в средней школе, а также в сельском Совете на различных должностях. Мать — Лидия Константиновна Анимица, более 40 лет проработала учителем младших классов.
После окончания в 1955 году Мало-Янисольской средней школы Е. Г. Анимица недолгое время, до поступления в 1956 году в Ростовский государственный университет, работал в Донецке на шахте № 8 Треста «Буденовуголь».
Выпускник Ростовского государственного университета (ныне — Южный федеральный университет) (специальность «Экономическая география», 1956—1961, Ростов-на-Дону).
После окончания РГУ он был направлен по распределению в город Артемовский Свердловской области, где работал учителем географии.
Научно-педагогическая деятельность началась в 1962 году. В 1962 году по конкурсу был избран ассистентом кафедры экономической географии Уральского государственного университета им. А. М. Горького (УрГУ) (Екатеринбург). Работал на экономическом факультете УрГУ в должности ассистента (1962—1966), затем старшего преподавателя (1966—1970).
В Свердловском институте народного хозяйства (ныне — УрГЭУ) — с момента его основания, с 1967 года.
В 1969 году защитил диссертацию на соискание ученой степени кандидата географических наук (Институт географии АН СССР, Москва, научный руководитель — доктор географических наук И. В. Комар — один из крупнейших специалистов по Уралу).
В 1970—1988 годы — доцент кафедры размещения производительных сил, с 1988 года — профессор, заведующий кафедрой размещения производительных сил.
В январе 1988 года защитил докторскую диссертацию по специальности 11.00.02 «Экономическая и социальная география» (Институт географии АН СССР, Москва). Профессор с 1990 года.
С 1993 года организатор и руководитель созданной на основе многолетних научных исследований кафедры региональной и муниципальной экономики. На кафедре впервые в стране в рамках специальности «Национальная экономика» была начата подготовка экономистов по новой специальности «Региональная и муниципальная экономика». Созданию подобной кафедры способствовало длительное формирование научного направления «Проблемы социально-экономического развития городов и регионов России». На кафедре разрабатываются новые научные направления в экономических науках — пространственная экономика, региональная экономика, муниципальная экономика, городская экономика, социоэкономика, сетевая экономика.
С 1992 года профессор Е. Г. Анимица — директор Уральской экономической школы «Регион» (негосударственное образовательное учреждение), в которой повысили свою квалификацию более 200 предпринимателей и работников местного самоуправления.
В 1999 году был избран действительным членом Международной академии наук высшей школы (по специальности «Экономика»).
Автор более 400 научных работ. Под его научным консультированием и руководством написано и защищено 12 докторских и 40 кандидатских диссертаций.
Согласно решению Регионального центра научно-технической экспертизы Минобразования России (центр создан на базе Санкт-Петербургского государственного электротехнического университета) от 27 декабря 2002 года, научный коллектив под руководством Е. Г. Анимицы включен в состав ведущих коллективов в России. Таким образом, научная школа Е. Г. Анимицы доказала своё существование участием в открытом конкурсе Федерального агентства по науке и инновациям РФ «Развитие системы ведущих научных школ как среды генерации знаний и подготовки научно-педагогических кадров высшей квалификации».
Женат. Имеет двух дочерей и внучку.

## Научная деятельность
Анимица Е. Г. опубликовал более 100 работ общим объёмом авторского текста 100 п. л., из них 28 монографий, большинство из которых широко известны специалистам в области региональной и муниципальной экономики, местного самоуправления, городской политики.
Под научным руководством Е. Г. Анимицы выполнены 4 работы в рамках грантов РФФИ и РГНФ, а также грант по линии TACIS (AEE-91-F06). Под его научным консультированием и руководством написано и защищено 12 докторских и 40 кандидатских диссертаций. Среди защитившихся председатель Пермской Городской Думы В. А. Сухих, Мэр Екатеринбурга А. М. Чернецкий, мэр города Сатки В. Г. Некрасов, первый заместитель Министра экономики Омской области Т. В. Спиридонова, ректор УрГЭУ Я. П. Силин.
При непосредственном участии и под научным руководством Анимицы выполнено более 70 научно-исследовательских тем по заказам академических, центральных и региональных научно-исследовательских и проектных институтов, областных и городских организаций и других учреждений (ЦЭНИИ при Минэкономики РФ, Гипрогор РФ, Минобразования РФ и др.).
В частности, в 1994—1998 годы Е. Г. Анимица являлся заместителем руководителя научного направления «Развитие малого бизнеса (вопросы теории и практики)» межвузовской научной программы «Рынок товаров и услуг и коммерческая деятельность субъектов рынка» (в межвузовской программе «Развитие гуманитарных наук»).
В 1995—1996 годах — заместителем руководителя региональной научно-технической программы «Предпринимательство и занятость населения», которая стала основной для разработки следующей региональной программы «Обоснование и реализация путей преодоления кризисных явлений в малом предпринимательстве и роста занятости населения», выполняемой в рамках комплексной научно-технической программы «Вузовская наука — регионам» (1997—2000 годы).
В рамках всероссийского гранта по фундаментальным экономическим наукам (1997—1998 годы) под непосредственным научным руководством Е. Г. Анимицы была выполнена научно-исследовательская работа «Циклично-волновые процессы в реформировании российской экономики». Научный отчет «Специфика радикальных преобразований и приватизации в России», составленный во время прохождения научной стажировки в Лионе по линии международной стипендии «TASIS», получил положительное заключение в Брюсселе.
С 2004 года под научным руководством Е. Г. Анимицы были выполнены следующие исследовательские проекты:
- научно-исследовательская работа «Исследование пространственно-временной парадигмы эволюционного развития городов»,
- грант РГНФ «Особенности развития финансовых процессов в городах в условиях социально-экономической трансформации»,
- проект «Формирование региональной научно-технической и инновационной политики и разработка организационно-экономического механизма её реализации и стимулирования» (руководители проекта — доктор географических наук Е. Г. Анимица, доктор экономических наук В. Н. Белкин, кандидат экономических наук В. С. Бочко),
- хозяйственный договор «Социально-экономические связи Среднего Урала и Республики Татарстан», заказчиком которого является Постоянное представительство Республики Татарстан в Свердловской области.

Принято участие в Программе Президиума РАН «Прогноз технологического развития экономики России с учётом новых мировых интеграционных процессов».
В 2007—2008 годы основная научно-исследовательская работа выполнялась в рамках гранта РФФИ «Системная трансформация срединного региона (на примере УЭР)» и хоздоговорной работой «Стратегия развития города Березники».

## Международная деятельность
В 1994—2000 годах в рамках международного семинара по менеджменту Е. Г. Анимица прочитал цикл лекций по проблемам реформирования российской экономики в Высшей экономической школе города По (Франция) и в Акронском университете (Акрон, штат Огайо, США); знакомился с постановкой учебного процесса в университетах Франции (Лион, Гренобль, Сент-Этьен), ФРГ (Франкфурт-на-Одере), Испании (Сантандер, Мурсия).
Е. Г. Анимица — участник более 100 международных, всесоюзных, республиканских, региональных, зональных, областных съездов, конференций, совещаний, симпозиумов, на которых выступал по многим интересовавшим его вопросам. При непосредственном участии и научном руководстве Е. Г. Анимицы в УрГЭУ в 1993—1995 годах было проведено 6 общеуральских российско-американских семинаров по проблемам региональной экономики. В 2005 году организован российско-французский семинар по проблемам развития крупнейших городов в условиях глобализации. В 2006 году прошёл российско-германский семинар по проблемам развития малых городов.
Е. Г. Анимица руководит в УрГЭУ постоянным научно-методическим семинаром по проблемам региональной и муниципальной экономики.
В сентябре 2007 года в преддверии 200-летия русско-американских отношений в УрГЭУ был проведен 10-й круглый стол на тему «Проблемы пространственной организации общества: русско-американский опыт» с презентацией книги «Пространственная организация общества», в соавторстве учеников и единомышленников ученого.

## Иная публичная, государственная или академическая деятельность
- Заместитель председателя Совета по защите диссертаций на соискание ученой степени доктора экономических наук (24.2.425.02), функционирующего в УрГЭУ.
- Член Диссертационного Совета по учреждению ученой степени доктора географических наук (Д-212.189.10) в Пермском государственном университете.
- Член Научного Совета по фундаментальным географическим наукам при Международной ассоциации академий наук (МААН).
- Член Ученого Совета Института «УралНИИпроект РААСН».
- Член Национального географического общества США (с 1 мая 1996 года).
- Член Проблемного научного совета «Закономерности становления и развития местного самоуправления» Института экономики УрО РАН.
- Заместитель председателя Учебно-методического объединения по направлению «Национальная экономика».
- Руководитель Секции региональной экономики Свердловской организации Вольного экономического общества.
- Член Программного совета по стратегическому развитию Екатеринбурга.
- Редактор межведомственного сборника научных трудов «Региональная экономика и региональная политика».
- Член редакционной коллегии сборника научных трудов «Размещение производительных сил Урала» (Уральский государственный экономический университет).
- Член редакционной коллегии сборника научных трудов «География и общество» (Пермский государственный университет).
- Член редакционной коллегии сборника научных трудов «Территориальные социально-экономические системы Урала» (Пермский государственный университет).
- Член редакционной коллегии научного информационно-аналитического журнала «Известия Уральского государственного экономического университета» (Уральский государственный экономический университет).
- Член редакционной коллегии научного информационно-аналитического журнала «Экономика региона» (Институт экономики УрО РАН).
- Член редакционной коллегии научного информационно-аналитического журнала «Географический вестник» (Пермский государственный университет).

На протяжении пяти лет (1984—1989 годы) Е. Г. Анимица являлся членом специализированного Совета по защите диссертаций на соискание ученой степени кандидата наук, действовавшего в Институте экономики УрО АН СССР.
Более 10 лет (1989—1999 годы) являлся заместителем председателя диссертационного Совета по защите диссертаций на соискание ученой степени кандидата географических наук в Пермском государственном университете.
В ноябре 2000 года он принимал участие в организованных Комитетом Государственной Думы РФ по местному самоуправлению парламентских слушаниях «Совершенствование межбюджетных отношений как основы развития местного самоуправления».
Е. Г. Анимица входил в состав членов Экономического Совета при Губернаторе Свердловской области, являлся научным советником председателя Екатеринбургской городской Думы и председателя Пермской городской Думы, работал в Инновационном комитете Свердловского областного Совета, неоднократно назначался председателем согласительных комиссий по утверждению административно-территориальных границ ряда городов и районов Свердловской области.
Основные выводы и рекомендации исследований Анимицы и его коллег докладывались на совещании Координационного совета «Собрания руководителей органов местного самоуправления городов России (Екатеринбург, Орел, Тюмень)», на заседаниях Ассоциации муниципальных образований «Города Урала» и внедрены в деятельность указанных организаций.
Е. Г. Анимица принимал непосредственное участие в составлении Устава Екатеринбурга, в подготовке материалов для разработки ряда законов Свердловской области, в том числе и Устава Свердловской области.
Е. Г. Анимица — один из научных руководителей коллектива разработчиков Стратегии развития Екатеринбурга на период до 2015 года, а также Генерального плана развития Екатеринбурга на период до 2025 года.
Е. Г. Анимица и его ученики приняли активное участие в издании энциклопедии «Уральская историческая энциклопедия» (1998, 2002).
В 1999 году Е. Г. Анимица был в числе ученых, вошедших в международный библиографический справочник «The International Directory of the Distinguished Leadership». American Biographical Institute. North Carolina. USA (1999 год).
В 2007 году вышел в свет сборник научных трудов «Пространственная организация общества» (Екатеринбург, общая редакция академика РАН А. И. Татаркина), посвящённый 70-летию Е. Г. Анимицы, который стал своего рода промежуточным итогом работы его научной школы, и в котором, помимо работ его учеников и коллег по университету помещены труды ведущих ученых России, а также работы зарубежных авторов.
В 2007 году учебник кафедры «Основы местного самоуправления» (Анимица Е. Г., Силин Я. П., Тертышный А. Т. Основы местного самоуправления: учебник для вузов. 2-е изд., перераб. и доп. Екатеринбург: Изд-во Урал. гос. экон. ун-та, Банк культурной информации, 2006) занял второе место в университетском конкурсе на лучшее учебное пособие.
В конце 2007 года была издана первая книга об истории кафедры — «Кафедра региональной и муниципальной экономики: история и современность» (сост. Е. Г. Анимица, Р. К. Сабитов).
24 июня 2009 года кафедра региональной и муниципальной экономики УрГЭУ стала победителем первого всероссийского конкурса «Лучшая экономическая кафедра» проводимого Вольным экономическим обществом России и Международной академией менеджмента (МАМ) при поддержке Комитета по образованию Государственной Думы Федерального Собрания РФ.
Имя Е. Г. Анимицы занесено в энциклопедии «Екатеринбург», «Свердловская область», «Известные ученые России», «Жизнеописание заслуженных греков Украины», «Энциклопедия латинских греков» и «Who is who в России».

## Награды
За заслуги в научной деятельности в 1997 году Е. Г. Анимице было присвоено почетное звание «Заслуженный деятель науки Российской Федерации».
Награждён медалью «Ветеран труда» (1987 год), Почётной грамотой Президиума Верховного Совета РФ (1993 год), почётными грамотами Государственной Думы Федерального собрания РФ (2007 год), Губернатора Свердловской области, Правительства Свердловской области, Администрации Екатеринбурга, Ректората Уральского государственного экономического университета.
В 2001 году Е. Г. Анимица стал лауреатом премии имени В. Н. Татищева и Г. В. де Геннина.
7 декабря 2007 года Е. Г. Анимице, а также ещё 21 екатеринбуржцу-юбиляру были вручены дипломы за выдающиеся достижения в профессиональной деятельности и личный вклад в историю города Екатеринбурга в рамках Ежегодной городской премии «Признание». Культурно-исторический проект «Признание» уже несколько лет проводится Библиотекой главы Екатеринбурга. Проект посвящён известным деятелям культуры и искусства уральской столицы, ежегодно проводится 7 декабря, в День Св. Екатерины — глава Екатеринбурга вручает группе известных горожан, отметивших юбилеи, дипломы лауреатов проекта «За выдающиеся достижения в профессиональной деятельности и личный вклад в историю города Екатеринбурга».
В 2008 году Е. Г. Анимица награждён медалью «За заслуги перед Отечеством» II степени. 23 апреля 2008 года Полномочный представитель Президента РФ в УрФО Пётр Латышев в своей резиденции в соответствии с Указом Президента Российской Федерации вручил государственные награды и удостоверения о присвоении почётных званий жителям Уральского федерального округа.
В 2016 году АРГО присудила Е. Г. Анимице Премию имени Н. Н. Баранского как соавтору (вместе с Н. Ю. Власовой) учебника «Градоведение».
В 2018 году был награждён орденом Почёта.

## Основные работы
- Анимица Е. Г., Власова Н. Ю. Градоведение: учеб. пособие. 4-е изд. перераб. и доп. Екатеринбург: УрГЭУ, 2010.
- Анимица Е. Г. Региональное управление: курс лекций. Екатеринбург: УрГЭУ, 2010.
- Анимица Е. Г., Бочко В. С., Пешина Э. В., Анимица П. Е. Концептуальные подходы к разработке стратегии развития монопрофильного города /Под ред. Татаркина А. И., Федорова М. В. Екатеринбург: УрГЭУ, 2010.
- Анимица Е. Г., Глумов А. А., Дворядкина Е. Б., Кочкина Е. М., Новикова Н. В. Срединный регион: теория, методология, анализ. 2-е изд. перераб. и доп. Екатеринбург: УрГЭУ, 2009.
- Анимица Е. Г., Дворядкина Е. Б., Новикова Н. В. и др. Регион в социально-экономическом пространстве России: анализ, динамика, механизм управления. Пермь: ПГУ, 2008.
- Анимица Е. Г., Глумов А. А. Срединный регион. Екатеринбург: УрГЭУ, 2007.
- Анимица Е. Г., Сухих В. А. Пространственно-временная парадигма в социоэкономике: региональный аспект. Пермь: ПГУ, 2007.
- Анимица Е. Г., Власова Н. Ю. Градоведение. — Екатеринбург, 2006.
- Анимица Е. Г., Силин Я. П., Тертышный А. Т. Основы местного самоуправления. — Екатеринбург, 2006.
- Анимица Е. Г., Дворядкина Е. Б. Основы местного самоуправления. — Екатеринбург, 2006.
- Анимица Е. Г., Дворядкина Е. Б., Некрасов В. Г. Экономическое развитие горнозаводских городов. — Екатеринбург, 2005.
- Анимица Е. Г., Иваницкий В. П., Пешина Э. В. В поисках новой парадигмы регионального развития. — Екатеринбург, 2005.
- Анимица Е. Г., Власова Н. Ю., Дворядкина Е. Б., Новикова Н. В. Трансформация социально-экономического развития города: финансово-бюджетный аспект. — Екатеринбург, 2004.
- Анимица Е. Г., Дворядкина Е. Б., Некрасов В. Г. Горнозаводские города: научно-теоретические аспекты исследования. — Екатеринбург, 2004.
- Анимица Е. Г., Медведева И. А., Сухих В. А. Малые и средние города региона: тенденции и стратегия социально-экономического развития. — Екатеринбург; Пермь: УрГЭУ, 2004.
- Анимица Е. Г., Власова Н. Ю., Силин Я. П. Городская политика: теория, методология, практика. — Екатеринбург: ИЭ УрО РАН, 2004.
- Бочко В. С., Анимица Е. Г., Белкин В. Н. Региональные проблемы формирования национальной инновационной системы. — Екатеринбург: ИЭ УрО РАН, 2004.
- Анимица Е. Г., Медведева И. А., Сухих В. А. Малые и средние города: научно-теоретические аспекты исследования. Екатеринбург-Пермь, 2003.
- Анимица Е. Г., Бочко В. С. и др. Стратегия развития крупнейшего города: взгляд в будущее (научно-методологический подход). — Екатеринбург: УрГЭУ-ИЭ УрО РАН, 2003.
- Анимица Е. Г. Греки в судьбах России. — Екатеринбург, 2003.
- Анимица Е. Г., Дворядкина Е. Б., Силин Я. П. Бюджет большого города. — М.: Московская школа политических исследований, 2002.
- Анимица Е. Г., Дворядкина Е. Б., Силин Я. П. Развитие бюджета крупнейшего города: тенденции и проблемы. — Екатеринбург, 2002.
- Анимица Е. Г., Власова Н. Ю., Дворядкина Е. Б., Новикова Н. В., Софронов В. Н. Закрытые атомные города России (особенности развития и управления). — Екатеринбург, 2002.
- Анимица Е. Г., Злоказов А. В. Малое предпринимательство в городе: социально-экономический анализ. — Екатеринбург, 2002.
- Анимица Е. Г., Сурнина Н. М., Лысенко А. Г. Региональный имущественный комплекс: методология и практика. — Екатеринбург, 2001.
- Анимица Е. Г.. Дворядкина Е. Б., Санжанов О. И. Городская казна. — Екатеринбург, 2001.
- Анимица Е. Г., Власова Н. Ю., Сурнина Н. М. Теоретико-методологические аспекты структурной трансформации городов старопромышленного региона. — Екатеринбург, 2001.
- Анимица Е. Г., Власова Н. Ю., Дворядкина Е. Б., Сурнина Н. М. Структурная трансформация экономики городов старопромышленного региона. — Екатеринбург, 2001.
- Анимица Е. Г. и др. Качество жизни населения крупнейшего города. В 2-х тт. — Екатеринбург, 2000.
- Анимица Е. Г., Тертышный А. Т. Основы местного самоуправления. Учебник. — М., 2000.
- Анимица Е. Г., Заборова Е. Н. Гражданская активность населения: ТОСы в системе местного самоуправления. — Екатеринбург: Изд-во УрГЭУ, 2000.
- Анимица Е. Г., Новикова Н. В. и др. Формирование и развитие муниципальных предприятий крупнейшего города. — Екатеринбург, 1999.
- Анимица Е. Г., Тертышный А. Т. Местное самоуправление: история и современность. — Екатеринбург, 1998.
- Анимица Е. Г., Власова Н. Ю. Градоведение. Екатеринбург. 1998.
- Анимица Е. Г. Власова Н. Ю., Силин Я. П., Кочкина Е. М. Крупный город: концептуальные подходы к проблемам занятости населения. — Екатеринбург, 1997.
- Анимица Е. Г., Тертышный А. Т. Экономическая реформа в России: общенациональные и региональные аспекты. — Екатеринбург, 1995.
- Анимица Е. Г., Ратнер Н. М. Всемирное хозяйство: закономерности формирования и развития. — Екатеринбург, 1994.